# Großer Galgenteich
Der Große Galgenteich wurde im 16. Jahrhundert als Kunstteich für den Zinnbergbau in Altenberg in Sachsen angelegt und dient heute der Trinkwasserversorgung und dem Hochwasserschutz. Der sechs Meter tiefe See ist heute ein Vorbecken des 100 Meter unterhalb gelegenen Speichers Altenberg. Direkt östlich benachbart ist der Kleine Galgenteich. Der Große Galgenteich wird unter anderem durch den Neugraben und den Quergraben gespeist.

## Bauwerke
Das Absperrbauwerk des Galgenteiches ist ein Staudamm. Er wurde um 1550–1553 gebaut und mehrfach erweitert, zuletzt 1943–45.

## Freizeitmöglichkeiten

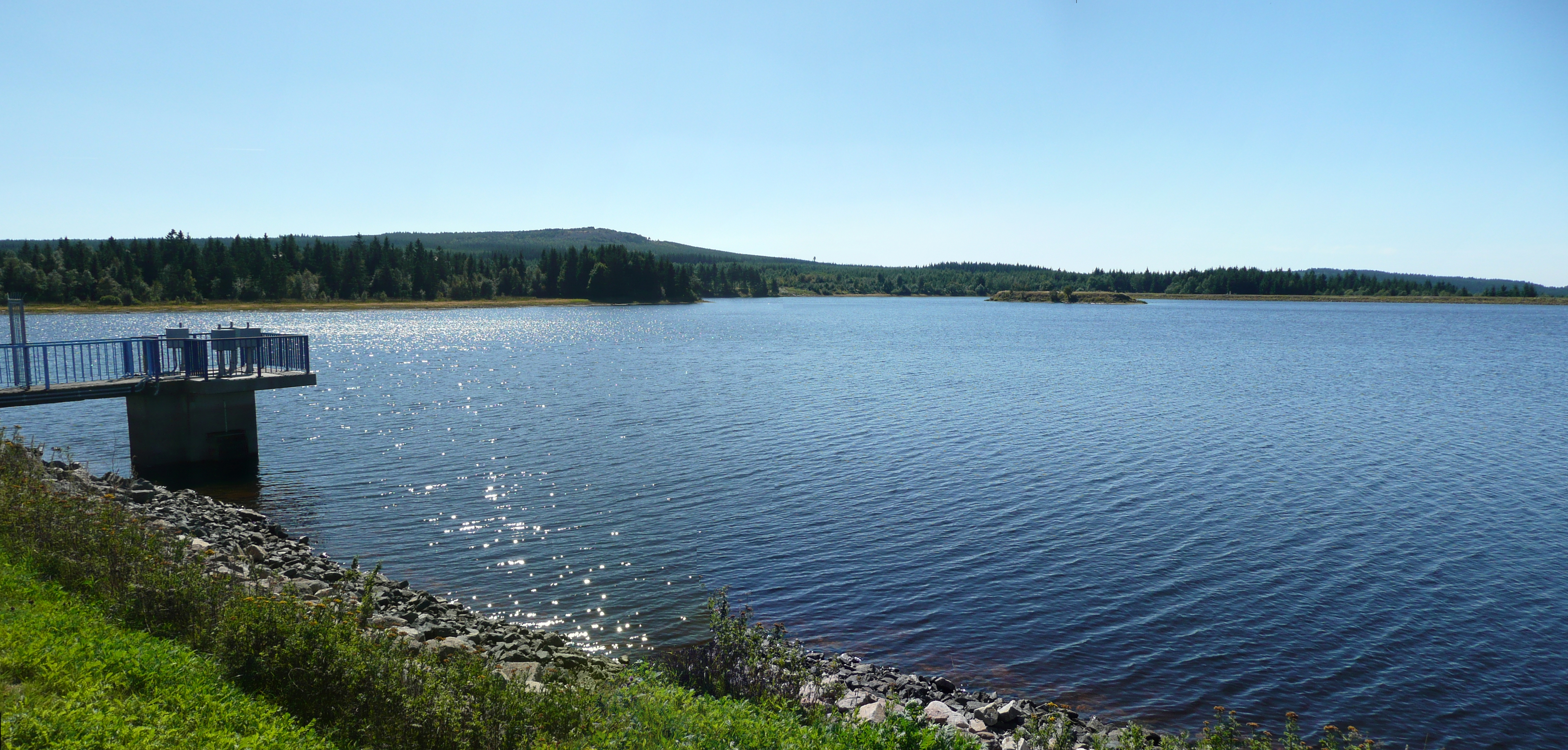
Blick über den Großen Galgenteich zum Kahleberg

Am Großen Galgenteich liegt ein Campingplatz, Bootfahren mit Ruderbooten ist nicht mehr möglich und am kleinen Galgenteich besteht ein Schwimmbad. Es gibt rund um den See viele Wandermöglichkeiten sowie eine Sommerrodelbahn. Im nahe gelegenen Altenberg gibt es ein Bergwerk und die Altenberger Pinge zu besichtigen. Im Winter kann man Ski laufen (Abfahrt und Langlauf).